# Kamień (678 m)
Kamień (678 m) lub Grapa – szczyt w północno-wschodniej części Beskidu Andrychowskiego (Beskid Mały). Znajduje się w północno-wschodnim grzbiecie Gronia Jana Pawła II, którym biegnie główny grzbiet Beskidu Małego. Położony jest w tym grzbiecie pomiędzy Żarem (678 m) a Głownikiem. Na niektórych mapach szczyt Kamienia jest źle oznaczony, np. na mapie Geoportalu jako szczyt Kamienia podpisany jest niższy i położony bardziej na północ wierzchołek 663 m, zaś właściwy Kamień opisany jest jako Żar. Właściwy szczyt Kamienia znajduje się w niewielkiej odległości od Żaru; w linii prostej tylko 360 m. Zachodnie stoki Kamienia opadają do doliny potoku Brejnówka (Brejna) w Ponikwi, wschodnie do miejscowości Koziniec (obydwie w województwie małopolskim, w powiecie wadowickim). Niższy wierzchołek 663 m zwany przez okolicznych mieszkańców Żarkiem tworzy we wschodnim kierunku szczyt Kapral 485 m.
Górne partie Kamienia porasta bukowy las. Szlak turystyczny omija szczyt po wschodniej stronie. Pod szczytem tym znajduje się duża wychodnia w postaci skalnego wału. Ma on długość około 50 m, a miejscami jego wysokość dochodzi do 9 m. Zbudowany jest z różowawych piaskowców istebniańskich oraz zlepieńców. W wyniku wietrzenia są one bogato wyżłobione. Wał ten jest pomnikiem przyrody. Mniejsza wychodnia skalna znajduje się po wschodniej stronie szlaku turystycznego. Ma długość około 20 m i wysokość 4–5 m. Na przełączce między szczytami Kamienia i Żaru znajduje się przy szlaku jeszcze jedna skała zbudowana z piaskowców i zlepieńców.
Szlaki turystyczne
 Gorzeń Górny (Czartak) – Skalnica – Główniak – Kamień – Żar – Magurka (Ponikiewska) – Groń Jana Pawła II. Czas przejścia: 3 h, ↓ 2:25 h.